# Sophia Hayden
Sophia Hayden, née le 17 octobre 1868 à Santiago (Chili) et morte le 3 février 1953 à Winthrop (États-Unis) est une architecte américaine. Elle est la première femme diplômée en architecture au Massachusetts Institute of Technology (MIT),,,.

## Biographie

### Jeunesse
Sophia Gregoria Hayden naît à Santiago, au Chili. Sa mère, Elezena Fernandez, est d'origine chilienne, et son père, George Henry Hayden, est un dentiste américain originaire de Boston. Sophia Hayden a une sœur et deux frères. Quand elle a six ans, elle est envoyée à Jamaica Plain, dans la banlieue de Boston, pour vivre avec ses grands-parents paternels, George et Sophia Hayden, et poursuit son cursus à la Hillside School. Elle découvre son intérêt pour l'architecture au lycée West Roxbury, où elle est élève de 1883 à 1886. Après l'obtention de son diplôme, elle déménage avec sa famille à Richmond, en Virginie. Sophia Hayden retourne à Boston pour effectuer ses études supérieures. Elle sort diplômée du MIT en 1890, en architecture, avec une mention honorifique.

### Études supérieures
Sophia Hayden partage une salle de dessin avec Lois Howe (en), une architecte proche d'elle au MIT. Son travail est influencé par l'un de ses professeurs, Eugène Létang.
Après avoir terminé ses études, elle a visiblement eu des difficultés pour trouver une place d'apprentie architecte, du fait de son sexe. Elle accepte finalement un poste de professeure de dessin mécanique à Boston, dans le secondaire.

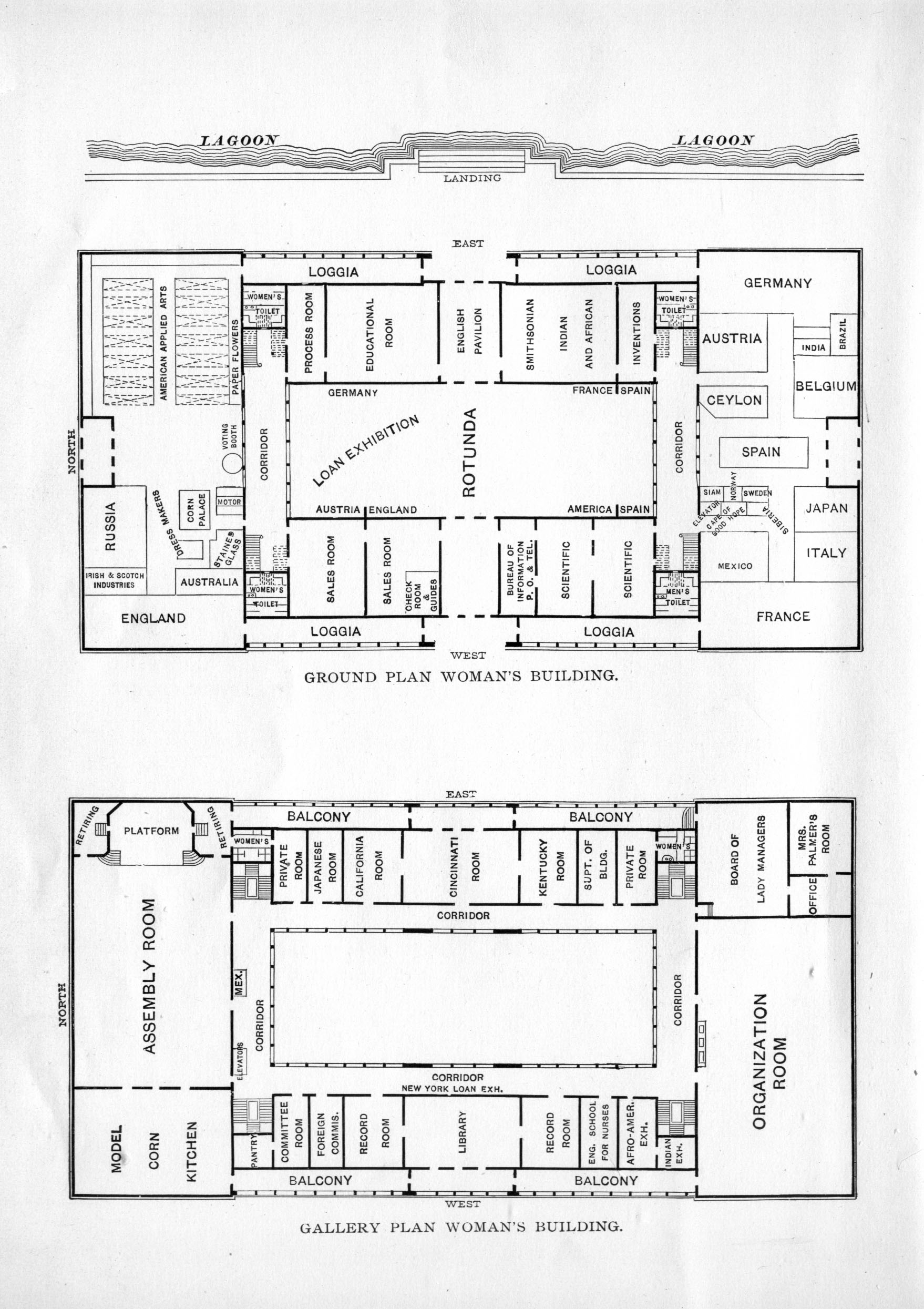
Plan du Woman's Building, conçu par Sophia Hayden.

### Carrière

#### Exposition universelle

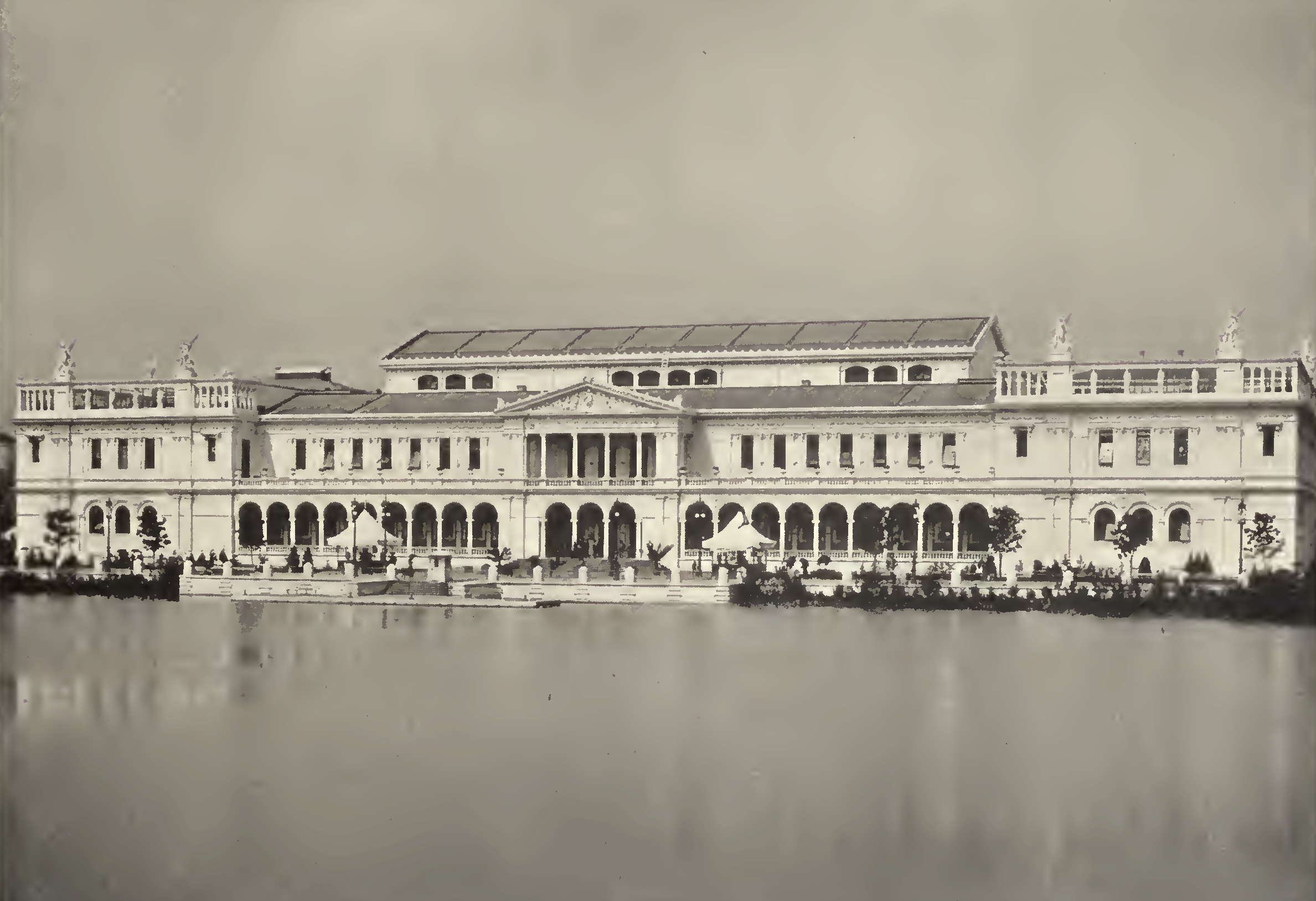
Photographie du Woman's Building lors de l'exposition universelle en 1893.

Sophia Hayden est surtout connue pour la conception du Pavillon de la femme (Woman's Building), réalisé dans le cadre de l'Exposition universelle de 1893 à Chicago. Elle n'a alors que 25 ans. Le bâtiment est l'enjeu d'un concours de design architectural, le plus important pour les femmes à l'époque. Il doit accueillir des espaces d'exposition internationaux, présentant les réalisations de femmes par pays. Pour ce projet, Sophia Hayden s'inspire de son projet de thèse, un « Musée Renaissance des Beaux-Arts », qui prend la forme d'un grand bâtiment composé de deux espaces, avec des pavillons, plusieurs arches, des terrasses à colonnades, et d'autres caractéristiques classiques, qui tiennent compte de l'influence du style Beaux-Arts. Il est néanmoins critiqué, de nombreuses femmes se plaignant que leurs travaux soient exposés dans une structure séparée en deux espaces. 
Sophia Hayden remporte le premier prix, parmi treize candidatures soumises par d'autres femmes architectes. Elle reçoit 1 000 $ pour son travail ; pour comparaison, les hommes architectes gagnaient à l'époque 10 000 $ pour concevoir des bâtiments du même type.
Pendant les travaux, l'idée initiale de Sophia Hayden est compromise par d'incessantes modifications exigées par le comité de construction, dirigé par la femme d'affaires et philanthrope américaine Bertha Palmer, qui exclut finalement Sophia Hayden du projet. Elle assiste tout de même à l'inauguration, et publie la liste de ses soutiens, qui comprend des collègues architectes.
Sa frustration liée à ce projet sera utilisée pour illustrer la prétendue incapacité des femmes à superviser des travaux, bien que de nombreux architectes s'étaient positionnés en sa faveur. En fin de compte, Sophia Hayden reçoit un prix pour le Pavillon de la femme, qui souligne « la délicatesse de style, le goût artistique, l'harmonie et l'élégance de l'intérieur ». Dans les deux ans qui suivent, les bâtiments sont détruits, comme il est courant à la fin des expositions universelles. Elle arrête alors l'architecture.

#### Retraite
En 1900, elle épouse le portraitiste William Blackstone Bennett à Winthrop, dans le Massachusetts. Son mari a déjà une fille, Jennie « Minnie » May Bennett. Le couple n'a pas d'enfant. William Bennett meurt d'une pneumonie le 11 avril 1909.
Bien que Sophia Hayden ait dessiné en 1894 un mémorial pour le mouvement des clubs féminins (en) américains, ce dernier ne fut jamais construit. Elle travaille ensuite comme artiste et poursuit une vie paisible à Winthrop. Elle décède en 1953 dans cette ville, dans une maison de repos, d'une pneumonie, après avoir eu un accident vasculaire cérébral.

## Dans la culture populaire

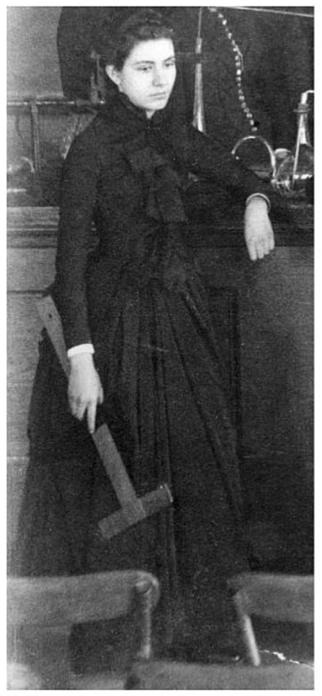
Sophia Hayden en 1888, au MIT.

- Quelques pages du récit historique Le Diable dans la ville blanche d'Erik Larson lui sont consacrées, et donnent une idée des tensions qui régnaient entre Sophia Hayden, les autres architectes et le Board of Lady Managers (Conseil de direction des dames) de l'Expo 1893.
- Sophia Hayden apparaît en tant que personnage dans le livre-jeu Escape Book : Hôtel mortel de Gauthier Wendling.
- Sophia Hayden est jouée par Katherine Cunningham dans le onzième épisode de la série TV Timeless.